# Obelisco di Monaco

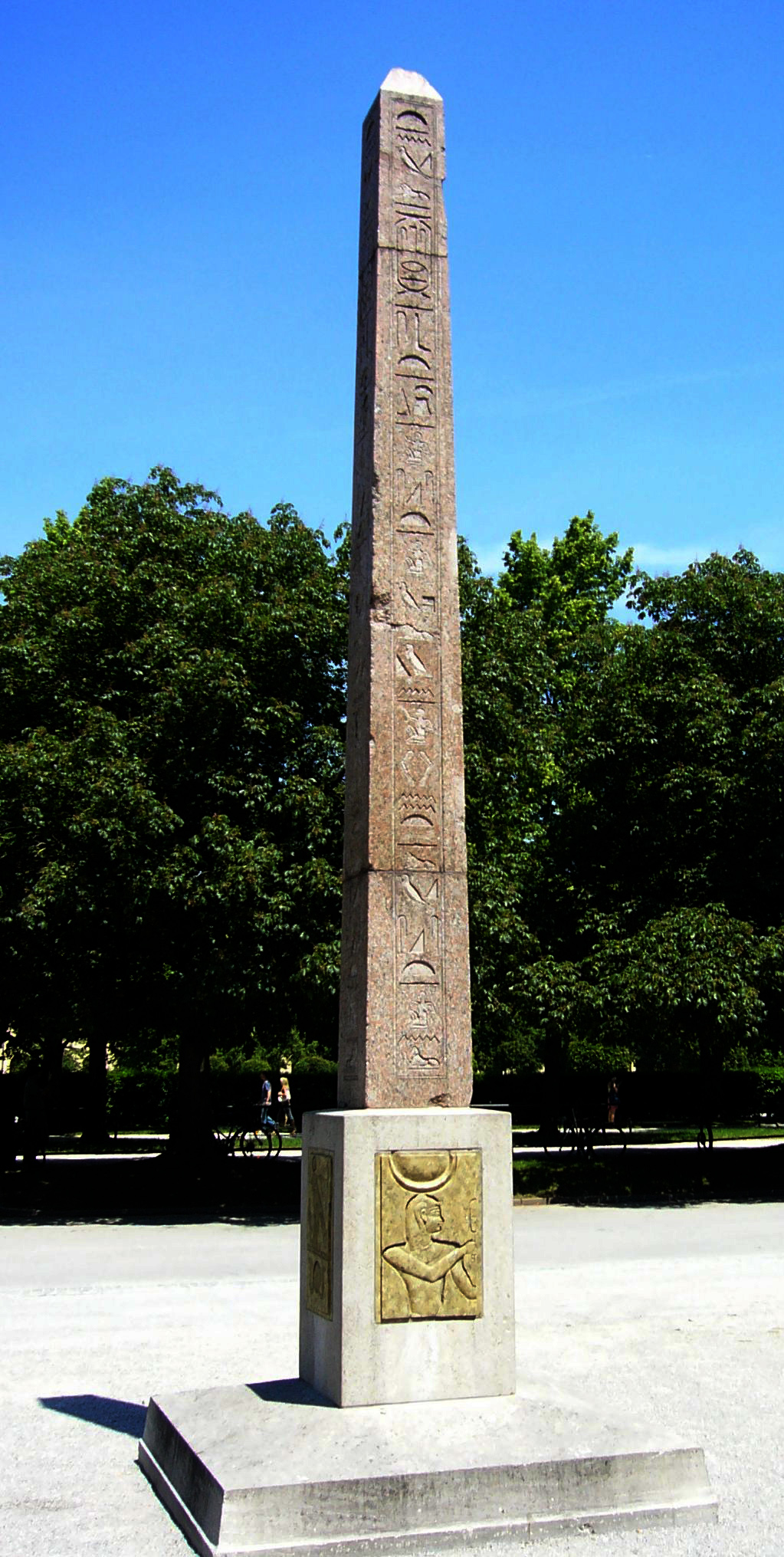
L'obelisco

L'obelisco di Monaco è un obelisco alto 5,60 m e prodotto in Egitto in epoca romana. Originariamente ornava l'Iseo Campense di Roma, mentre ora si trova al Museo Egizio di Monaco di Baviera.

## Storia

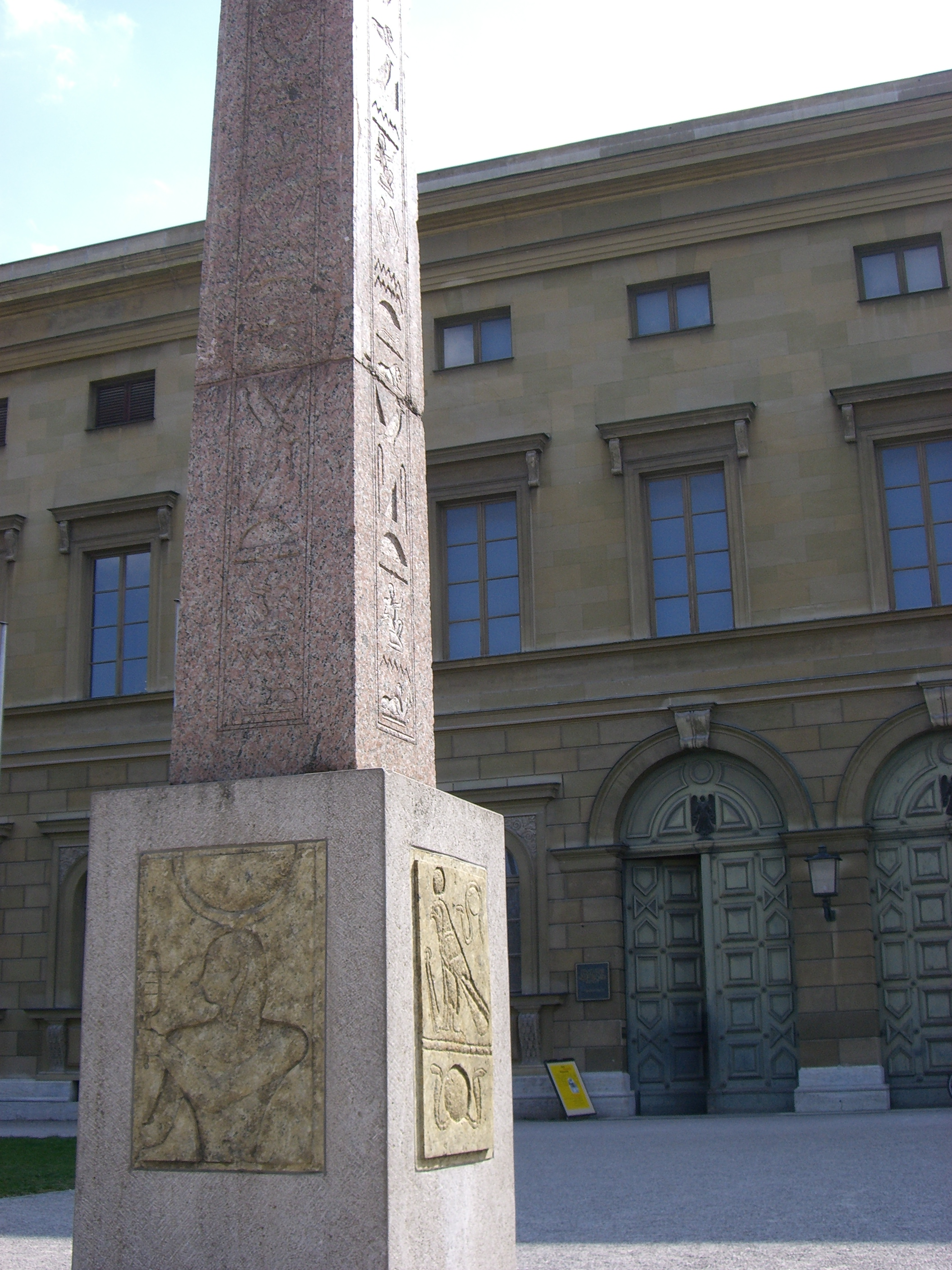
L'obelisco

Un obelisco dell'Iseo Campense è segnalata a Roma a palazzo Cavalieri-Maffei, in piazza Branca (oggi piazza Cairoli) e in seguito a villa Albani, poi inviato a Parigi da Napoleone, quindi restaurato da Bartolomeo Cavaceppi e trasferito alla Gliptoteca di Monaco di Baviera, città dove ancora si trova.
L'iscrizione in geroglifici menziona un Tito Sestio Africano, che può essere identificato con uno dei due uomini noti che portarono tale nome, uno che visse sotto Claudio e Nerone, l'altro sotto Traiano. Se si ammette che questo obelisco è della stessa serie degli altri due provenienti dal santuario della Fortuna Primigenia a Preneste e risalente all'epoca di Claudio (uno è restato in loco, l'altro si trova attualmente al Museo archeologico nazionale di Napoli), si può accostare l'obelisco di Monaco al primo dei due..
Costituito da tre frammenti, era esposto su basamento moderno nei giardini dell'Hofgarten, fuori dalla Residenza di Monaco di Baviera, che ospitava anche il Museo egizio. Quando quest'ultimo nel 2013 è stato trasferito in un'altra sede, anche l'obelisco - dopo i lavori di restauro - è stato spostato all'interno del nuovo museo.